# روزستانی (ناحیه سویتاوی)
روزستانی (به چکی: Rozstání) یک منطقهٔ مسکونی در جمهوری چک است که در ناحیه سویتاوی واقع شده‌است. روزستانی ۷٫۴ کیلومتر مربع مساحت و ۲۵۵ نفر جمعیت دارد و ۳۶۱ متر بالاتر از سطح دریا واقع شده‌است.